# سارگون محتا
سارگون محتا (به انگلیسی: Sargun Mehta) (زاده ۶ سپتامبر ۱۹۸۸) بازیگر هندی است.
از کارهای معروف او می‌توان به بازی در فیلم قسمت، عروسک خیمه‌شب‌بازی و مرد انگلیسی اشاره کرد.